# Hermann Joseph Weisbender
Hermann Joseph Weisbender (* 24. Februar 1922 in Köln; † 13. Februar 2001 in Dresden) war ein römisch-katholischer Geistlicher und Generalvikar im Bistum Dresden-Meißen.

## Leben
Nach dem Abitur studierte Hermann Joseph Weisbender von 1946 bis 1953 Katholische Theologie und Philosophie an der Päpstlichen Universität Gregoriana und schloss das Studium mit dem Lizentiat in Philosophie und Theologie ab. Am 10. Oktober 1952 empfing er in Rom das Sakrament der Priesterweihe. 

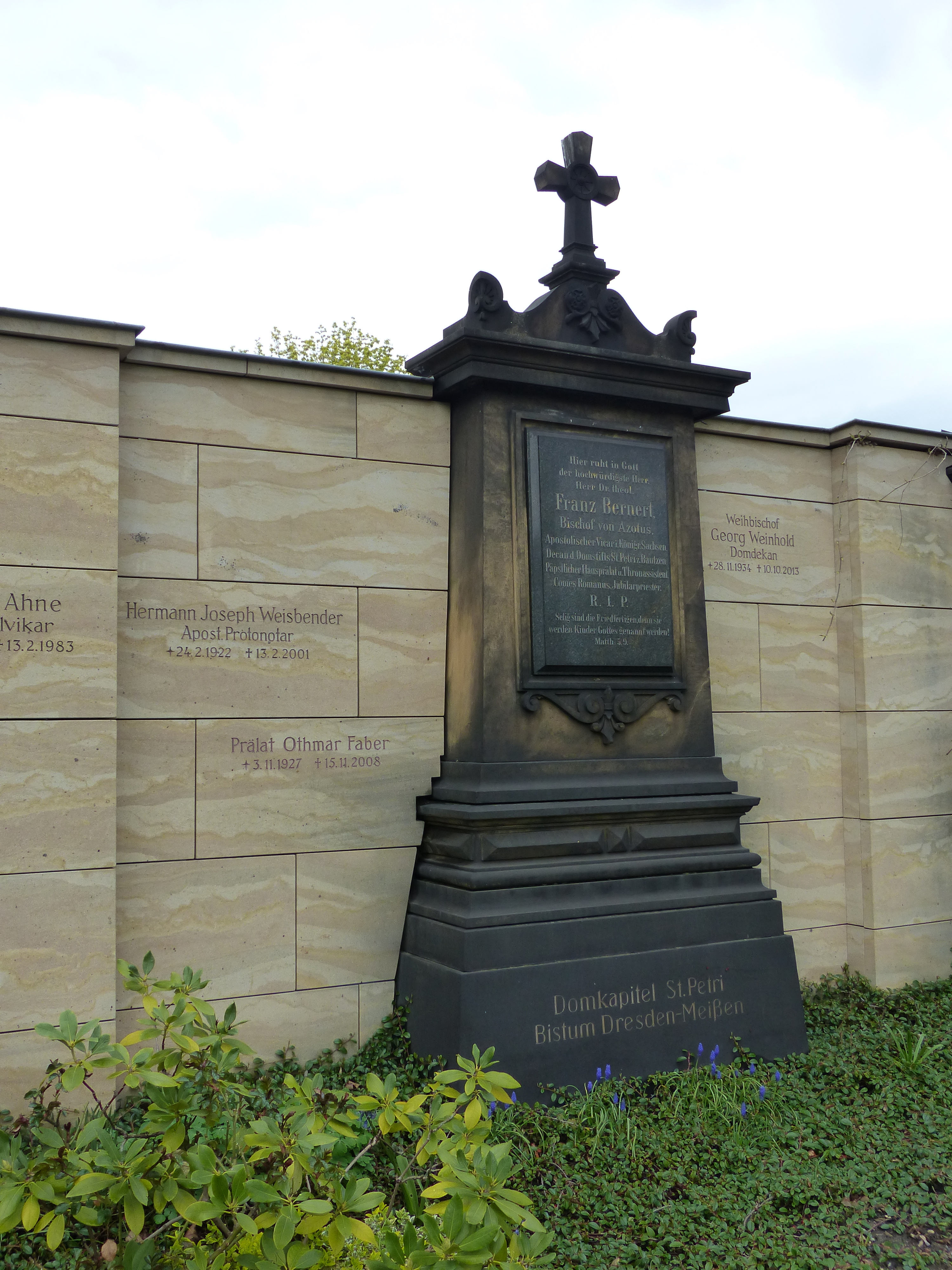
Grabstätte von Hermann Joseph Weisbender und weiteren Priestern

1953 wurde Weisbender Kaplan an der Propsteikirche St. Johann Nepomuk in Karl-Marx-Stadt und 1956 Domvikar am Dom St. Petri in Bautzen. Darüber hinaus wirkte er in dieser Zeit als Bischofssekretär von Bischof Heinrich Wienken und als Ordinariatsassessor. 1960 ernannte ihn Bischof Otto Spülbeck zum Pfarrer in Wilsdruff und 1963 zum Ehrendomkapitular. Darüber hinaus war Weisbender von 1962 bis 1965 einer der beiden Begleiter Spülbecks beim Zweiten Vatikanischen Konzil und hatte wesentlichen Einfluss auf die Einberufung der Meißener Diözesansynode. 1964 wurde er Diözesancaritasdirektor und 1970 Ordinariatsrat. 1974 berief ihn Bischof Gerhard Schaffran zum Pfarrer von Wechselburg und zum Geistlichen Geschäftsführer des St.-Benno-Verlages.
Papst Paul VI. verlieh ihm am 23. Mai 1975 den Titel Ehrenprälat Seiner Heiligkeit. 1983 berief ihn Gerhard Schaffran zum Generalvikar des Bistums Dresden-Meißen und zum Domkapitular. Nach der Emeritierung Schaffrans wählte ihn das Domkapitel für die Zeit der Sedisvakanz des Bistums 1987/88 zum Diözesanadministrator. Papst Johannes Paul II. verlieh ihm darüber hinaus am 9. September 1987 den Ehrentitel Apostolischer Protonotar. 1988 wurde Weisbender von Bischof Joachim Reinelt zum Pfarrvikar der Pfarrvikarie Dresden-Pillnitz ernannt. 1998 trat er altersbedingt in den Ruhestand.
Hermann Joseph Weisbender verstarb am 13. Februar 2001 in Dresden und wurde auf dem Alten Katholischen Friedhof in Dresden bestattet.